# Mossalafärjan
Mossala färjan är en linfärja (vajerfärja) som trafikerar mellan Mossala och Jöutmo i Pargas, Finland. Färjan är en del av Skärgårdens ringväg. Färjeleden är den näst kortaste på ringvägen, 354 meter. Färjan har en bärighet på 60 ton, dödvikt på 132 ton och har utrymme för ca. 14 personbilar på däcket.
Mossalafärjan och Kivimofärjan är systerfartyg.